# Audi Rosemeyer
Audi Rosemeyer foi um carro conceito da Audi originalmente exibido na Autostadt em 2000 e depois em vários salões de automóveis pela Europa. Embora nunca tenha sido destinado à produção, seu design marcante e sua natureza altamente esportiva chamaram atenção considerável para a marca, e muitos potenciais compradores anteciparam uma versão de produção sem sucesso. Foi anunciado como tendo um motor W16 e sua aparência em muito se assemelhava ao futuro Bugatti Veyron. Tanto o design como o conceito de motor influenciaram a Volkswagen AG a produzir o Bugatti Veyron em 2005.

## Informações
O veículo foi projetado para evocar emoções e atrair atenção, e era único, pois combinava elementos de design moderno com um estilo que lembrava muito os antigos Silver Arrows da Auto Union Grand Prix, o carro de 16 cilindros dirigido por Bernd Rosemeyer, o qual o carro recebeu o nome. O conceito Rosemeyer também lembra muito a um projeto chamado de projeto "Tipo 52", escrito pelo Dr. Ferdinand Porsche e pelo Dr. Erwin Komenda na década de 1930 como uma versão possível do Silver Arrow, que nunca viu produção.
Propelido por um grande motor W16, e com o sistema permanente quattro da Audi de tração nas quatro rodas, o veículo prometeu alto desempenho para combinar com sua aparência. No fim das contas, foi considerado impróprio para a produção, tanto por causa dos custos de produção projetados extremamente altos quanto pela falta de vontade da Audi em criar concorrência interna com a Lamborghini, que a Volkswagen havia comprado nos anos 90. De certa forma, o Lamborghini  Gallardo e o  Audi R8 poderiam ser considerados os sucessores do Rosemeyer. [carece de fontes?]

## Especificações
- Motor W16 de 8004 centímetros cúbicos (488.4 cu in) com 5 válvulas por cilindro.
- 780.71 cavalos-vapor (582 kW; 792 PS) por litro.
- 761 metros (561 lbf·ft) @ 4,000 rpm.
- Velocidade máxima: 350 km/h (217.5 mph).